# Galway
Galway (în irlandeză Gaillimh pronunțat [ˈɡal̠ʲɪvʲ] ⓘ) este un oraș în provincia Connacht, Irlanda. Galway se află pe râul Corrib⁠(en)[traduceți] între Lough Corrib și Golful Galway⁠(en)[traduceți] și este înconjurat în întregime de comitatul Galway, a cărei reședință este, deși el însuși este administrat separat. Este al patrulea cel mai mare oraș al țării și al șaselea cel mai mare oraș de pe insula Irlanda.
Galway este capitala europeană a culturii în 2020, alături de Rijeka, Croația.